# Clobert Tchatat
Clobert Tchatat  est un homme politique camerounais. Il  est ministre de l'Agriculture et du Développement rural de 2004 à 2006 puis ministre de Développement urbain et de l'habitat de 2006 à 2011.

## Biographie

### Débuts
Clobert Tchatat est originaire de Bangoulap dans le département du Ndé dans la région de l'Ouest. Il grandit à Baré puis à Nkongsamba où il fait ses études secondaires au Lycée de Manengoumba,. Il est un ingénieur agronome de formation.  

### Carrière
Clobert Tchatat occupe tour à tour les fonctions de chef de la division des études et projets agricoles au ministère de l'Agriculture, conseiller technique au Premier ministère, puis chef de la division des affaires agricoles jusqu'en 2004.  Le 8 décembre 2004, il est nommé ministre de l'Agriculture par décret présidentiel.  
Le 30 juin 2009, il est nommé ministre du Développement urbain et de l'habitat au sein du gouvernement du premier gouvernement Philémon Yang. 
Clobert Tchatat est militant du Rassemblement Démocratique du Peuple Camerounais (RDPC). Il est le chef de la délégation permanente départementale du comité central pour le Ndé. Il a assuré la fonction de président de la Commission départementale de supervision des élections dans le Ndé lors des élections législatives et municipales de 2020. 